# Consorcio de Referencia del Genoma

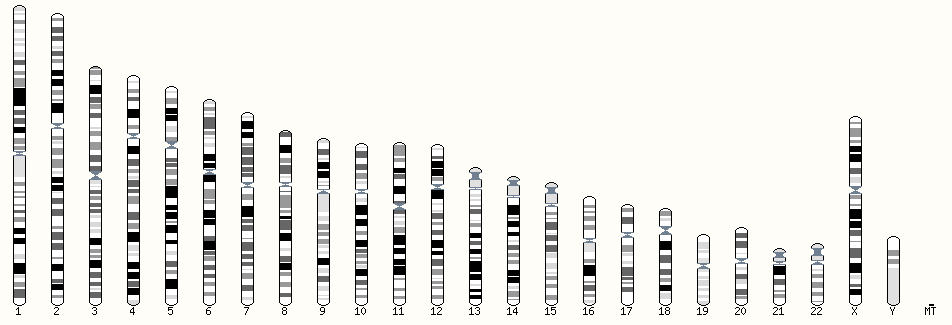
Genoma de referencia humano, versión GRCh38/hg38 (Genome Reference Consortium Human Build 38).

El Consorcio de Referencia del Genoma (Genome Reference Consortium o GRC, en inglés) es un conjunto internacional de institutos académicos y de investigación con experiencia en mapeo, secuenciación e informática de genomas, creado para mejorar la representación de genomas de referencia. Cuando se describió por primera vez el genoma de referencia humano, quedó claro que algunas regiones eran reacias al análisis con la tecnología existente, lo que dejaba "huecos" en la secuencia conocida. La razón principal para mejorar los ensamblados de referencia es que son los pilares fundamentales sobre los que se basan todos los estudios de genoma completo (ej.: el Proyecto 1000 Genomas).
El GRC es un esfuerzo colaborativo en el que están implicados varios grupos de la comunidad científica,  siendo los principales institutos miembros los siguientes:
- Instituto Wellcome Sanger
- El Instituto del Genoma McDonnell de la Universidad de Washington
- El Instituto Europeo de Bioinformática (EBI)
- El Centro Nacional de Información Biotecnológica (NCBI)
- Base de datos del organismo modelo pez cebra (ZFIN)
- Base de datos del genoma de rata (RGD)

Inicialmente, el GRC se centró en los genomas de referencia humanos y murino, pero en posteriores expansiones se agregaron nuevos organismos al consorcio. En octubre de 2010, se incluyó en el GRC el mantenimiento completo y la mejora de la secuencia del genoma del pez cebra, en 2015, después del lanzamiento de la versión del genoma de pollo Gallus_gallus-5.0, GRC agregó el genoma de referencia del pollo y en noviembre de 2020 también se agregó el genoma de rata. El objetivo del GRC es corregir las regiones infrarrepresentadas actualmente en las secuencias de referencia, eliminar tantos huecos como sea posible en estas y generar ensamblados alternativos de loci con una alta variabilidad estructural cuando sea necesario.
A fecha de septiembre de 2019, los genomas de referencia más relevantes publicados para humano, ratón, pez cebra y pollo eran GRCh38, GRCm38, GRCz11 y GRCg6a, respectivamente. Los principales lanzamientos no siguen un calendario establecido de publicaciones, sin embargo, hay actualizaciones de ensamblados "menores" en forma de parches que corrigen errores en el ensamblado o agregan loci alternativos adicionales. Estos ensamblados se pueden consultar en diferentes visores genómicos y bases de datos, incluidos Ensembl, los de NCBI y UCSC Genome Browser .

## Personal destacado
- Deanna M. Church, investigadora en bioinformática y genómica.[6]
- Richard Durbin, biólogo computacional en la Universidad de Cambridge.[7]
- Tim Hubbard, biólogo computacional en el King's College de Londres y jefe del departamento de Análisis Genómico en la empresa pública británica Genomics England.[8]